# Puch kielichowy

Puch kielichowy na niełupce mniszka lekarskiego.

Puch kielichowy (łac., ang. pappus) – włoski, łuseczki, szczecinki lub rąbek powstający z przekształconego kielicha kwiatu u niektórych roślin, głównie z rodziny astrowatych. Puch kielichowy najczęściej służy do rozsiewania owoców, tworząc tzw. aparat lotny, ułatwiający ich długie utrzymywanie się w powietrzu i roznoszenie nieraz na znaczne odległości.
W przeciwieństwie do alergenów pyłkowych, puch kielichowy (np. u topoli) nie ma istotnego wpływu na powstawanie i przebieg chorób alergicznych.
Zobacz też
- anemochoria